# Kino Den Blå Engel
Kino Den Blå Engel er en biograf i Kalundborg på Vestsjælland. Den blev grundlagt i 1958 under navnet Ny Kino.

## Historie
Ny Kino blev etableret af Ejvind Nielsen i 1958 med en sal med plads til 370 personer. Efter amerikansk forbillede åbnede han også grillbaren Kinogrillen i forbindelse hermed. I 1982 udvidede man med yderligere en sal, hvor der var plads til 50 personer. Nielsen overdrog biografen til sin datter, Birte Berggreen Jensen, i 1988, og hun lukkede grillen, for at lave den om til en foyeområde for biografens gæster.
Økonomiske vanskeligheder gjorde i 1990, at Jensen tilbød Kalundborg Kommune at købe biografen, og lade hende leje sig ind. I stedet gav kommunen et stort tilskud til en gennemgribende renovering, der var færdig i 1993.
Jensen solgte i 2003 til de nuværende ejere, der omdøbte den til Den Blå Engel. Ved deres 10-års jubilæum i 2013 blev der samlet penge ind til at få nye stole i salen.
Under coronaviruspandemien i 2020 mistede biografen omkring 1 mio. kr. i billetindtægter. Ejerne åbnede derfor et ishus ved siden af biografen, for at få nye indtægter til stedet henover sommeren.